# Раде Драинац
Радојко Јовановић (уметничко име Раде Драинац; Трбуње код Блаца, 4. или 26. август 1899 — Београд, 1. мај 1943) био је српски песник. Драинац је представник космополитске струје у српској поезији између Првог и Другог светског рата. Стварао је као део модернистичних тежњи (Apoliner, Sendrar). Укупно је написао око 20.000 страница.

## Биографија
Драинац је рођен у сиромашној породици у селу Трбуњу у Топлици, учио је школу у Крушевцу и Француској. Прву књигу песама под називом `Афродитин врт` штампао је 1921. године у Прокупљу у само три примерка. Године 1922. покренуо је часопис Хипнос.
Од 1926. живео је у Паризу, где је свирао виолину као пратња уз неме филмове. Услед болести, вратио се у Србију. У међуратном периоду био је новинар. Као новинар листа Правда путовао је и писао из већине држава Балкана, Русије, Француске, Пољске, Грчке, Румуније, Летоније, Шведске и са Блиског истока.
Његове новинарске путописне репортаже реализоване између два светска рата садрже естетске интенције у жанру.
По мобилизацији, учествовао је у борбама око Ужица. Под оптужбом да је комуниста, крајем 1941. су га ухапсили четници, али био је пуштен на молбу виђенијих Топличана.
Од 1942. боравио је у санаторијуму код Соко Бање, где га је повремено посећивао Иво Андрић. Са туберкулозом у поодмаклом стадијуму, вратио се у Београд, у Државну општу болницу, где је умро 1. маја 1943.
Драинац је био познат и као боем. Говорио је француски језик.
Као сиромах, сахрањен је о државном трошку, на Новом гробљу, уз рецитацију његове песме „Нирвана” од стране глумца Миливоја Живановића.

## Наслеђе
У Прокупљу се налази биста Драинца. У Удружењу књижевника Србије у Београду (Француска 7), постављен је барељеф са његовим ликом, септембра 2013. године. По њему су названи Народна библиотека „Раде Драинац“ Прокупље и Награда Драинац.
Књижевник Иван Ивановић је написао две књиге посвећене Драинцу. По њему је названа ОШ „Раде Драинац” Београд.
Историчар књижевности и универзитетски професор Јован Деретић описао је Драинца као ”градског песника” и са критичког становишта је писао позитивно о његовом раду.

## Дела
- 1920. Модри смех, Београд[19]
- 1921. Афродитин врт, Прокупље[20]
- 1923. Еротикон, Београд[21]
- 1923. Воз одлази, Београд[22]
- 1926. Две авантуристичке поеме (са Мони де Булијем), Београд[2]
- 1926. Лирске минијатуре, Скопље[2]
- 1928. Бандит или песник, Београд[2]
- 1929. Срце на пазару, Београд[2]
- 1930. Шпански зид и наша љубав, Београд[2]
- 1930. Банкет, Београд[2]
- 1934. Расветљење, Београд[2]
- 1935. Драгољуб Јовановић или сељачки Наполеон, Београд[2]
- 1938. Улис, Београд[2]
- 1938. Осврти, Београд[2]
- 1938. Човек пева, Београд[2]
- 1940. Дах земље, Београд[2]

Постхумно објављена
- 1925. Азил за бескућнике или универзална радионица мртвачких сандука[23]
- 1963. Црни дани, Београд, приредио Р. Пешић[2]
- 1993. Пламен у пустињи, Београд[24]
- 1999. Дела Радета Драинца 01 - 10, Београд, Приредио Г. Тешић[25]